# Vojislav Budimirović
Vojislav Budimirović (en serbe: Bojиcлaв Будимиpoвић) est un footballeur serbe, né le 4 janvier 1968 à Šabac en Yougoslavie.

## Palmarès
- Individuel:
  - Meilleur buteur du championnat de Serbie: 1995-96